# Ньюмэн, Фрэнсис Вильям
Фрэнсис Уильям Нью́ман (27 июня 1805 — 7 октября 1897) — британский историк, литературовед, богослов, педагог, научный и духовный писатель, младший брат кардинала Джона Генри Ньюмена.
Образование получил в Илинге и Оксфорде, завершив обучение в 1826 году и в том же году став сотрудником Баллиол-колледжа. В 1830 году вышел в отставку и отправился в составе миссионерской группы в Багдад. На родину вернулся в 1833 году, после чего решил прекратить заниматься миссионерской деятельностью и вернуться к преподаванию: преподавал сначала в колледже в Бристоле, в 1840 году стал профессором латыни в Нью-колледже Манчестера, в 1846 году перешёл профессором римской литературы в Университетской колледж Лондона, где работал до 1869 года и занимался исследованиями в области библеистики, математики и восточных языков. После выхода в отставку несколько лет прожил в Лондоне, затем уехал в Клифтон, последние годы жизни провёл в Уэстон-Супер-Мейр. За пять лет до смерти ослеп.
Был разноплановым учёным: занимался филологией (греческим, латынью, ивритом, арабским и берберским языками), историей различных государств (Англии, Австрии, Древнего Рима, Иудеи), математикой. В своих сочинениях «The soul, her sorrows and her aspirations» (1849; 9-е издание — 1882) и «Phases of faith» (1849, новое издание — 1881) в противоположность брату требовал веры, обоснованной разумом. Как историк приобрёл известность своими «History of the Hebrew monarchy» (1847, 3-е издание — 1865) и «Regal Rome, an introduction to Roman history» (1852), где оспаривал гипотезы Нибура о происхождении этрусков. Кроме того, ему принадлежат следующие труды: «Essay on moral and constitutional right» (1849), «Lectures on political economy» (1851), «Theism, or didactic religions utterances» (1858), «Europe of the near future» (1871), «Hebrew theism» (1874), «A Christian Commonwealth» (1883), «Life after Death» (1887) и другие. Часть его сочинений собрана под заглавием «Miscellanies» (1869—1889). Выполнил собственный перевод «Илиады» Гомера.